# کارچاق‌کن (فیلم)
کارچاق‌کن (به رومانیایی: Fixeur) یک فیلم درام رومانیایی به کارگردانی آدریان سیتارو است که در سال ۲۰۱۶ منتشر شد. این فیلم در چهل و یکمین دورهٔ جشنواره بین‌المللی فیلم تورنتو به نمایش درآمد. این فیلم همچنین نمایندهٔ کشور رومانی برای جایزه اسکار بهترین فیلم بین‌المللی در نودمین دوره جوایز اسکار بود که به فهرست نهایی نامزدها راه نیافت. از بازیگران این فیلم می‌توان به تودور ایستودور، آدریان تیتیئنی و مهدی نبو اشاره کرد.